# Olympische Sommerspiele 1972/Teilnehmer (Uganda)
| Gelbes Symbol für Goldmedaillen mit stilisierten Olympischen Ringen | Graues Symbol für Silbermedaillen mit stilisierten Olympischen Ringen | Braundes Symbol für Bronzemedaillen mit stilisierten Olympischen Ringen |
| ------------------------------------------------------------------- | --------------------------------------------------------------------- | ----------------------------------------------------------------------- |
| 1                                                                   | 1                                                                     | —                                                                       |

Uganda nahm an den Olympischen Sommerspielen 1972 in München mit einer Delegation von 33 Sportlern – 31 Männer und zwei Frauen – teil.

## Medaillengewinner

### Gold
| Name          | Sportart       | Wettkampf        |
| ------------- | -------------- | ---------------- |
| John Akii-Bua | Leichtathletik | 400 Meter Hürden |

### Silber
| Name         | Sportart | Wettkampf      |
| ------------ | -------- | -------------- |
| Leo Rwabwogo | Boxen    | Fliegengewicht |

## Teilnehmer nach Sportarten

### Boxen
- James Odwori
Halbfliegengewicht: 5. Platz

- Leo Rwabwogo
Fliegengewicht: Silber

- Deogratias Musoke
Federgewicht: 17. Platz

- Peter Odhiambo
Leichtgewicht: 17. Platz

- Mohamed Muruli
Halbweltergewicht: 17. Platz

- David Jackson
Weltergewicht: 9. Platz

- John Opio
Halbmittelgewicht: 17. Platz

- Matthias Ouma
Halbschwergewicht: 17. Platz

### Hockey
- Herrenteam mit Elly Kitamireke, Joseph Kagimu, Ajaip Singh Matharu, George Moraes, Herbert Kajumba, Willie Lobo, Jagdish Singh Kapoor, Upkar Singh Kapoor, Rajinder Singh Sandhu, Kuldip Singh Bhogal, Ajit Singh Bhogal, Malkit Singh Sondh, Amarjit Singh Sandhu, Avtar Singh Bhurji, Polycarp Pereira, Isaac Chirwa und Paul Adiga: 15. Platz

### Leichtathletik
- William Dralu
100 Meter: Vorrunde
200 Meter: Vorrunde

- Silver Ayoo
400 Meter: Vorrunde

- Vitus Ashaba
1500 Meter: Vorrunde
3000 Meter Hindernis: Vorrunde

- Fulgence Rwabu
Marathon: 59. Platz

- John Akii-Bua
400 Meter Hürden: Gold

- Abraham Munabi
Dreisprung: 22. Platz in der Qualifikation

- Rose Musani
Frauen, 200 Meter: Viertelfinale

- Judith Ayaa
Frauen, 400 Meter: Halbfinale